# Adolf Heinrich Droste zu Vischering
Adolf Heinrich Droste zu Vischering (* vor 1620; † 9. April 1650 in Paderborn) war Dompropst in Münster, Domherr in Paderborn und Osnabrück sowie Erbdroste im Hochstift Münster.

## Leben

### Herkunft und Familie
Als Sohn der Eheleute Heidenreich Droste zu Vischering (Drost in Ahaus, 1540–1622) und der Cornelia von Ketteler zu Hovestadt stammte Adolf Heinrich aus einer der ältesten und bedeutendsten westfälischen Adelsfamilien. Aus dem Familienzweig sind zahlreiche katholische Amtsträger sowie über lange Zeit die Amtsdrosten in Ahaus und Horstmar hervorgegangen. Adolfs Bruder Gottfried (1579–1652) war Domkantor, Heidenreich (1580–1643) war Amtsdroste in Ahaus.

### Werdegang
Nach dem Amtsverzicht seines Bruders Heidenreich wurde Adolf Heinrich am 1. Oktober 1612  Domherr in Münster und am Tag darauf emanzipiert, wobei er auf die Familien Droste, Ketteler, von Wylich und von Hoberg aufgeschworen wurde.
Mit dem Kurfürsten Ferdinand von Bayern war er 1619 auf dem Reichstag in Regensburg vertreten.
Seine Wahl zum Domscholaster fiel auf den 8. Februar 1621. In den folgenden Jahren optierte er u. a. das Archidiakonat Beckum, die Propstei Beckum und die Obedienz  Spiekerhof.
Das Domkapitel hatte für den 28. April 1625 die Wahl des Nachfolgers von Otto von Dorgelo (Propst von 1612 bis 1625) angesetzt. Da keine Einigung über die Kosten erzielt werden konnte, erhielt Adolf Heinrich erst am 27. Juli 1625 vom Papst Urban VIII. eine Provision mit der Bestätigung vom 13. August 1625. An diesem Tage verzichtete er auf die Scholasterei zu Gunsten des Domkapitels. Die Weihe zum Diakon erhielt er am 27. März 1639, während er am 3. April 1639 zum Priester geweiht wurde.
Er besaß die Kanonikate zu Osnabrück und Paderborn und bezog 1646 als geistlicher Rat der münsterischen Regierung ein Gehalt von 125 Reichstalern.
Am 10. April 1632 bestimmte Adolf Heinrich in seinem Testament seinen Bruder Gottfried als Haupterben. Sein Wille war, neben seinem Onkel Heidenreich d. Ä. beerdigt zu werden.